# Федеральное министерство Германии по делам Федерального совета по обороне
Федеральное министерство по делам Федерального совета по обороне (нем. Bundesministerium für die Angelegenheiten des Bundesverteidigungsrates, BMVR) было федеральным министерством Германии, существовавшим с 1964 по 1967 год. Единственным министром был Генрих Кроне, который уже выполнял аналогичные задачи в качестве федерального министра по особым поручениям (с 1961 года) до своего срока полномочий.

## Задачи
Федеральное министерство отвечало за председательство в Федеральном совете обороны (ныне Федеральный совет безопасности), делами которого оно руководило, и за координацию деятельности федеральных разведывательных служб: БНД, МАД и BfV. Обе задачи выполнялись до и после Федеральной канцелярией; которая контролирует МАД через федерального министра обороны, а BfV через федерального министра внутренних дел.

## История
Федеральное министерство было основано 13 июля 1964 года. 2 июля 1966 года министерство получило бессменного статс-секретаря (Рейнхольд Меркер). С созданием большой коалиции министерство было распущено 1 декабря 1966 года. Кроне покинул кабинет, а Меркер руководил министерством до начала 1967 года, а затем перешёл в Федеральное министерство продовольствия, сельского хозяйства и лесов.